# Pachyneuron chambaense
Pachyneuron chambaense is een vliesvleugelig insect uit de familie Pteromalidae. De wetenschappelijke naam is voor het eerst geldig gepubliceerd in 1974 door Mani & Saraswat.